# Овілла (Техас)
Овілла (англ. Ovilla) — місто (англ. city) в США, в округах Елліс і Даллас штату Техас. Населення — 4304 особи (2020).

## Географія
Овілла розташована за координатами 32°32′29″ пн. ш. 96°53′0″ зх. д. / 32.54139° пн. ш. 96.88333° зх. д. (32.541277, -96.883463).  За даними Бюро перепису населення США в 2010 році місто мало площу 15,05 км², з яких 15,04 км² — суходіл та 0,01 км² — водойми.

## Демографія
Згідно з переписом 2010 року, у місті мешкали 3492 особи в 1252 домогосподарствах у складі 1086 родин. Густота населення становила 232 особи/км².  Було 1300 помешкань (86/км²).
Расовий склад населення:
| - 86,6 % — білих - 8,7 % — чорних або афроамериканців - 0,6 % — азіатів - 0,5 % — корінних американців - 2,1 % — осіб інших рас |

До двох чи більше рас належало 1,5 %. Частка іспаномовних становила 8,1 % від усіх жителів.
За віковим діапазоном населення розподілялося таким чином: 22,7 % — особи молодші 18 років, 62,8 % — особи у віці 18—64 років, 14,5 % — особи у віці 65 років та старші. Медіана віку мешканця становила 47,2 року. На 100 осіб жіночої статі у місті припадало 98,5 чоловіків;  на 100 жінок у віці від 18 років та старших — 96,6 чоловіків також старших 18 років.
Середній дохід на одне домашнє господарство  становив 109 687 доларів США (медіана — 90 000), а середній дохід на одну сім'ю — 117 170 доларів (медіана — 92 321). За межею бідності перебувало 3,4 % осіб, у тому числі 1,1 % дітей у віці до 18 років та 3,3 % осіб у віці 65 років та старших.
Цивільне працевлаштоване населення становило 1823 особи. Основні галузі зайнятості: освіта, охорона здоров'я та соціальна допомога — 17,1 %, науковці, спеціалісти, менеджери — 15,1 %, транспорт — 12,4 %, роздрібна торгівля — 11,2 %.